# العباعبية
العباعبية قرية من قرى بلدية بوسكن بولاية المدية الجزائرية. تتمتع بطابعها الفلاحي الرعوي تقع بمحاذاة الطريق الوطني رقم 18 الرابط بين بني سليمان والبرواقية